# Spoorlijn Szczecin Główny - Trzebież Szczeciński
De spoorlijn Szczecin Główny - Trzebież Szczeciński is een Poolse spoorlijn gelegen in de deelstaat West-Pommeren tussen de gemeente Trzebież (voorheen Ziegenort) en de stad Szczecin (voorheen Stettin). De lijn is als spoorlijn 406 onder beheer van PKP Polskie Linie Kolejowe, de beheerder van het Poolse spoorwegnetwerk. Treindiensten (sinds 2002 alleen nog goederenverkeer) worden uitgevoerd door Polskie Koleje Państwowe (PKP), de nationale Poolse spoorwegmaatschappij.

## Geschiedenis
Het traject is in fasen aangelegd.
- maart 1898: Stettin Hauptbahnhof (Szczecin Główny) – Stettin Bredow (Szczecin Drzetowo)
- oktober 1898: Stettin Bredow (Szczecin Drzetowo) – Jasenitz (Jasienica)
- 1910: Jasenitz (Jasienica) – Ziegenort (Trzebież Szczeciński)

## Elektrische tractie
Het traject werd geëlektrificeerd met een spanning van 3000 volt gelijkstroom.

## Reistijd
| Jaar    | Reistijd |
| ------- | -------- |
| 1944/45 | 01h 30m  |
| 1948    | 02h 15m  |
| 1951/52 | 01h 20m  |
| 1967/68 | 01h 20m  |
| 1983/84 | 01h 15m  |
| 1989/90 | 01h 10m  |
| 1995/96 | 01h 10m  |
| 2002    | 01h 05m  |

## Galerij

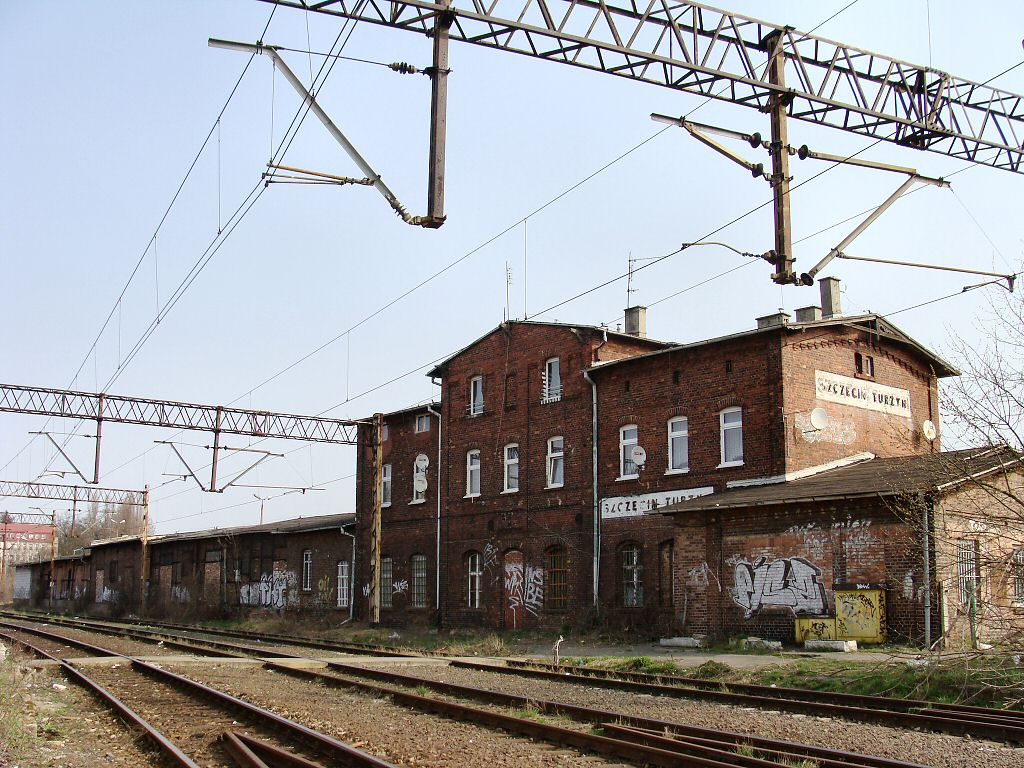
Station Szczecin Turzyn
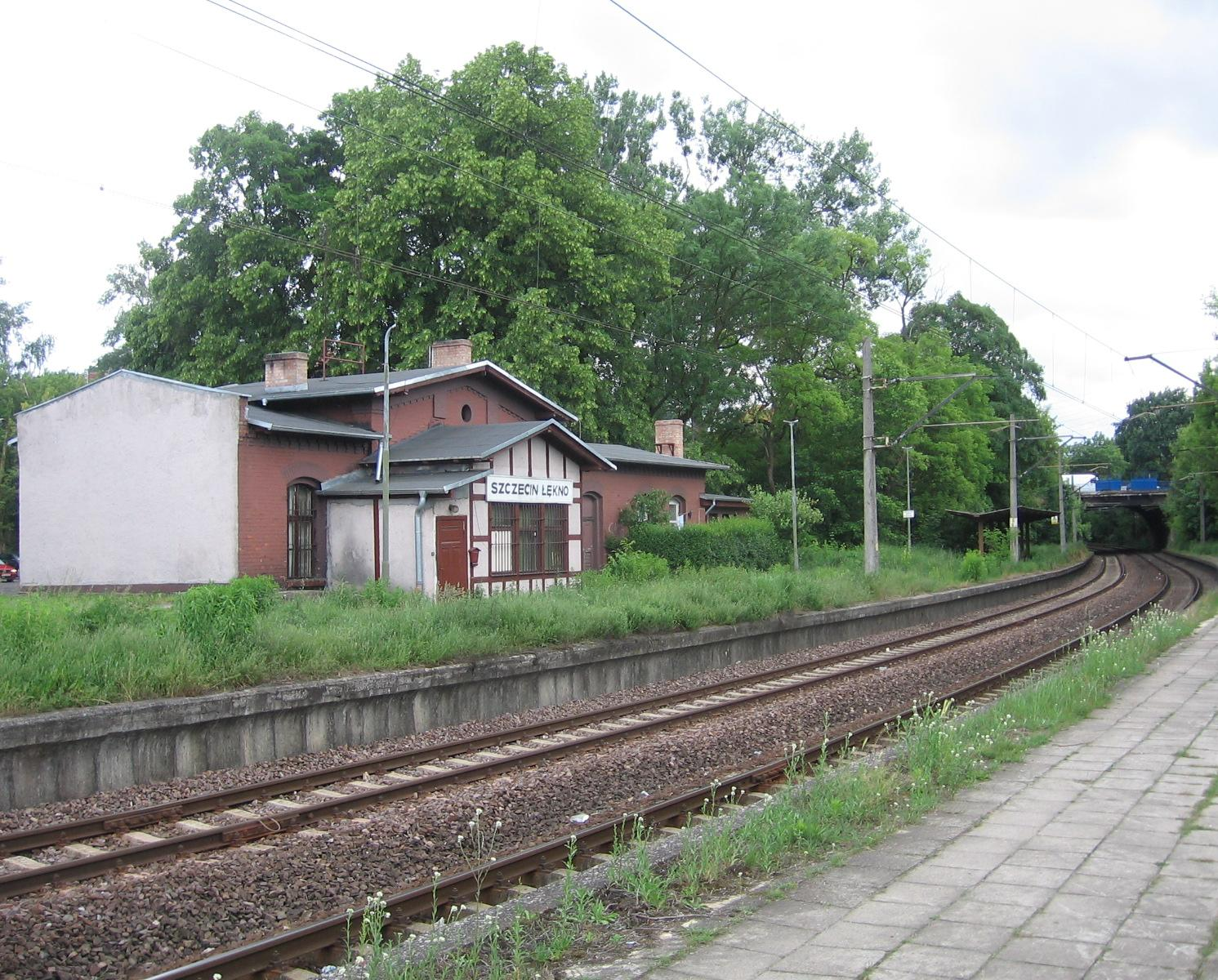
Station Szczecin Łękno
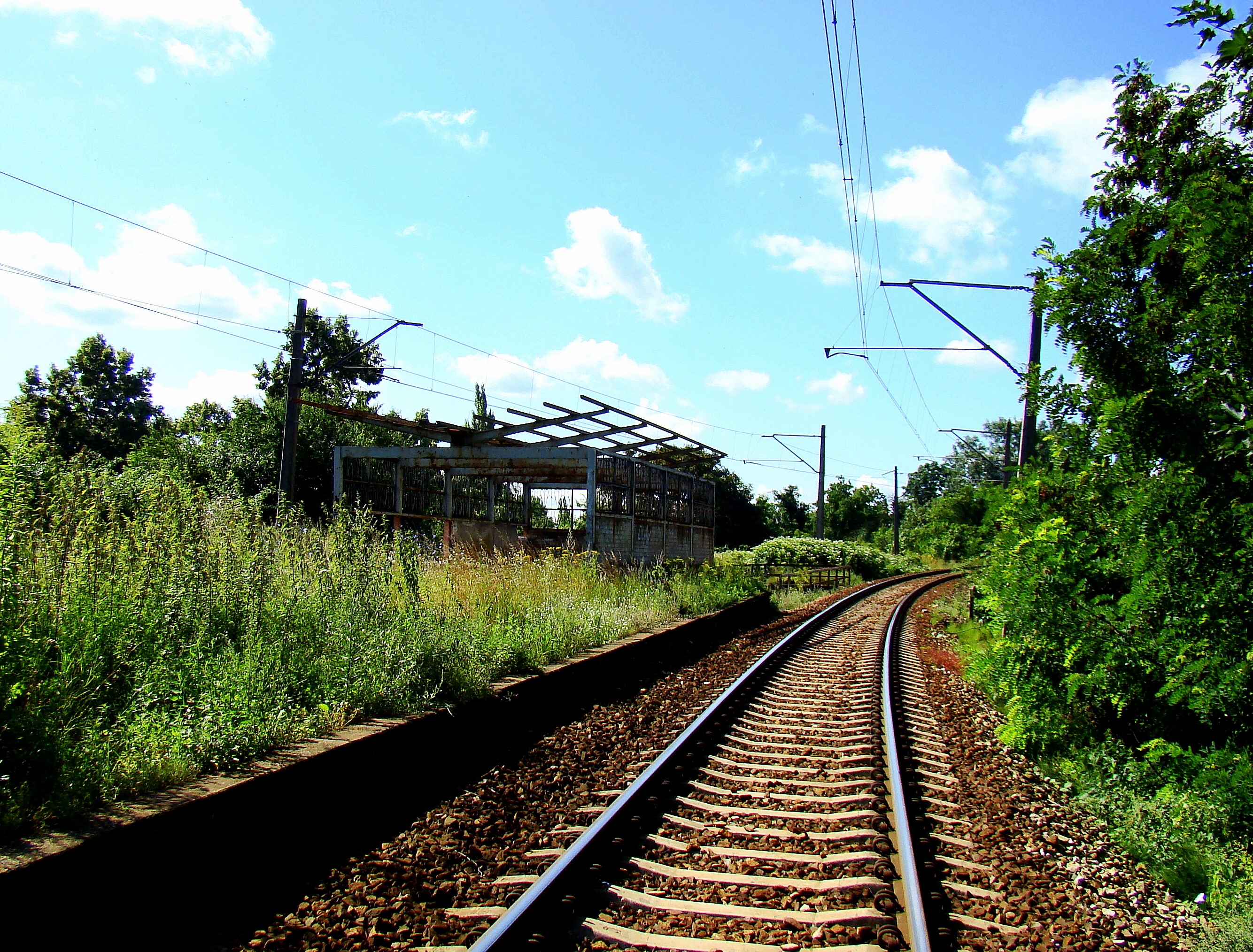
Station Szczecin Drzetowo
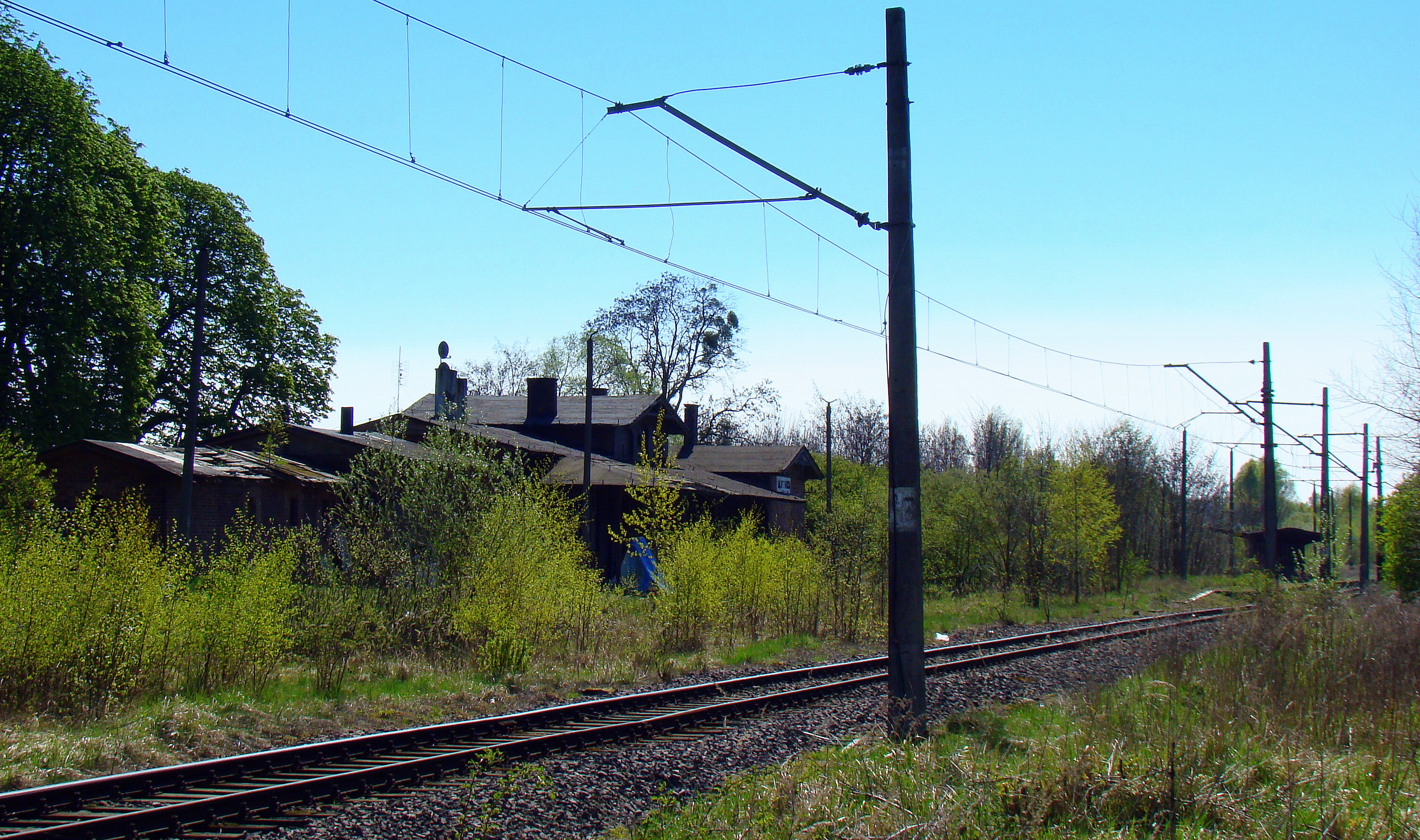
Station Trzebież Szczeciński